# Dohrniphora lobata
Dohrniphora lobata är en tvåvingeart som beskrevs av Borgmeier 1960. Dohrniphora lobata ingår i släktet Dohrniphora och familjen puckelflugor. Inga underarter finns listade i Catalogue of Life.